# 歌麿 夢と知りせば
『歌麿 夢と知りせば』（うたまろ ゆめとしりせば）は、1977年9月17日公開の日本映画。
実相寺昭雄監督、岸田森主演。太陽社製作、日本ヘラルド映画配給。カラー / 140分。
美人画で世界に知られる江戸時代中期の浮世絵師・喜多川歌麿。爛熟の田沼時代から禁欲の寛政の改革へと移り変わる時代の波に翻弄されながら、女性の美とエロティシズムを追究し続けた絵師の栄光と奈落を軸に、虚構と実在の人物群を配して絢爛たる人間模様が描かれる。

## スタッフ
- 製作 - 葛井欣士郎
- 監督 - 実相寺昭雄
- 助監督 - 下村膳二
- 脚本 - 実相寺昭雄
- 撮影 - 中堀正夫
- 音楽 - 広瀬量平（サントラ盤：ビクター音楽産業）
- 美術 - 西岡善信、池谷仙克
- 照明 - 佐野武治
- 編集 - 浦岡敬一

## キャスト
- 歌麿 - 岸田森
- 嶺山月 - 山城新伍
- 蔦屋重三郎 - 成田三樹夫
- 田沼意次 - 岡田英次
- 風来山人 - 内田良平
- 源太 - 尾藤イサオ
- 赤石丹後守 - 東野英心
- 佐野善左衛門 - 田村亮
- 影師申吉 - 寺田農
- 松平定信 - 仲谷昇
- 摺師万平 - 樋浦勉
- 北斎 - 菅貫太郎
- 郡主膳 - 富川澈夫
- 田沼意知 - 堀内正美
- 乞食 - 村松克巳
- 橘左近 - 小林昭二
- 桧前屋宗兵衛 - 玉川伊佐男
- 志水燕十 - 中丸忠雄
- お千佳 - 岸田今日子
- 大奥老女 - 瑳峨三智子
- 巫女 - 長嶺ヤス子
- 沢乃井 - 渡辺とく子
- 夜鷹 - 八並映子
- お志麻 - 桜井浩子
- おふみ - 永野裕紀子
- お美代 - 鹿沼えり
- おその - 太田美緒
- 朱雀 - 中川梨絵
- お奈津 - 三田和代
- お涼 - 緑魔子
- 市川団鶴 / 夢の浮橋 - 平幹二朗

## エピソード
撮影の中堀正夫によれば、監督の実相寺昭雄が本作品の濡れ場をまとめたビデオを作ったところ、主演の岸田森がこれに怒り、両者は疎遠になったという。